# Sông Đắk Poe
Sông Đắk Poe là một con sông đổ ra Sông Đắk Po Kei. Sông có chiều dài 23 km và diện tích lưu vực là 53 km². Sông Đắk Poe chảy qua các tỉnh Kon Tum, Gia Lai.